# GGSN
GGSN (англ. Gateway GPRS Service Node або Gateway GPRS Support Node) — вузол, що входить до складу GPRS Core Network та забезпечує маршрутизацію даних між GPRS Core network (GTP) і зовнішніми IP мережами.
Окрім маршрутизації, GGSN може брати участь у процесі активації PDP контексту, тим самим забезпечивши запити на аутентифікацію до RADIUS сервера. Також GGSN взаємодіє з DNS серверами для визначення IP адреси запитаного користувачем APN.
За іншим визначенням, GGSN (шлюзовий вузол GPRS чи вузол маршрутизації) являє собою шлюз (звичайний маршрутизатор) між стільниковою мережею (її частиною для передачі даних GPRS) і зовнішніми інформаційними магістралями пакетної передачі даних PDNs: Internet, корпоративними мережами Intranet, іншими GPRS-системами. GGSN містить усю необхідну інформацію про мережі, до якої абоненти GPRS можуть одержувати доступ, а також параметри з'єднання.
Основною функцією GGSN є маршрутизація даних, що йдуть до абонента і від нього через SGSN.
Іншими функціями GGSN є:
- адресація даних;
- динамічна видача IP-адрес;
- відстеження інформації про зовнішні мережі і власних абонентів (у тому числі тарифікація послуг);
- збереження бази даних маршрутів, бази даних з адресами та фільтрувальної бази даних.

В GPRS-систему закладена добра масштабованість. За умови збільшення числа абонентів оператор може збільшувати ємність системи GPRS за рахунок розширення чи установки додаткових пакетних комутаторів SGSN. За умови збільшення сумарного трафіку (і несуттєвого збільшення числа абонентів) — додавати в систему нові GPRS-шлюзи GGSN і системи базових станцій, які забезпечать велику сумарну пропускну здатність усієї системи.